# Obłęd (film 1963)
Obłęd – amerykański horror z 1963 roku w reżyserii Francisa Forda Coppoli. Film kręcono w Irlandii, m.in. w Bray.

## Fabuła
Ród Haloranów spotyka się w rodzinnym zamczysku w Irlandii, na corocznej uroczystości przy grobie dziecięcym Kathleen Haloran, która w wieku ośmiu lat utonęła w jeziorze. W rodzinie rozpoczyna się walka o majątek, która kończy się tragicznym zdarzeniem...

## Obsada
- William Campbell jako Richard Haloran
- Luana Anders jako Louise Holoran
- Bart Patton jako Billy Haloran
- Mary Mitchel jako Kane
- Patrick Magee jako Justin Caleb
- Eithne Dunne jako Lady Haloran
- Barbara Dowling jako Kathleen Haloran
- Derry O'Donavan jako Lillian
- Karl Schanzer jako Simon